# ヤバタ薬品
株式会社ヤバタ薬品（ヤバタやくひん）は、群馬県前橋市之総社町640に本社を置く主に医薬品・医療機器の卸売りを扱う企業であった。前身は「ヤバタ薬局・代表者　矢端ヨネ」で、現在は「マルタケ」である。 

## 会社概要
- 代表取締役社長　田中一郎
- 代表取締役専務　梶原博
- 資本金　3,600万円

## 沿革
- 昭和44年3月7日　前橋市にて原田文夫が「ヤバタ薬品」（群馬県前橋市元総社640）設立
- 昭和49年　　　　新潟県「株式会社マルタケ」と合併し「マルタケ・群馬営業所」として発足
  - 「マルタケ・群馬営業所」（群馬県前橋市石倉1-4）は閉鎖

## 主な取引メーカー
- 三共
- 第一製薬
- 大塚製薬
- ミドリ十字
- 台糖ファイザー